# Geelong

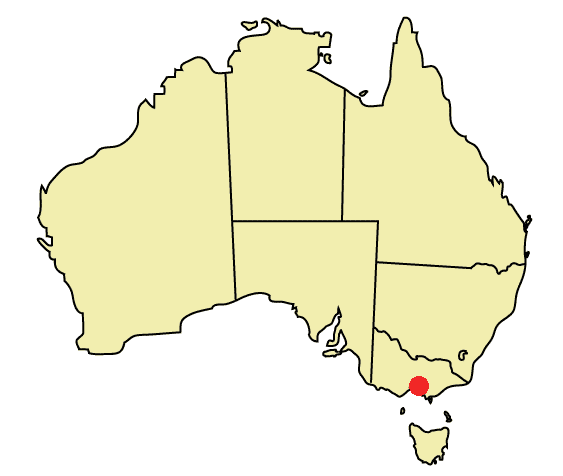

Geelong é uma cidade portuária australiana do estado de Victoria. 
Está localizada a 75 km, ao sudoeste, da capital do estado, Melbourne. Sua população urbana é de 190 mil habitantes e sua área é de 1.240 km². Cerca de 20% dos seus habitantes nasceram fora da Austrália. Importante centro universitário e industrial desse estado.